# Nodame Cantabile
Nodame Cantabile (のだめカンタービレ Nodame Kantābire?) este o serie manga și anime creată de Tomoko Ninomiya. A fost publicată de Kodansha în revista Kiss din iulie 2001 până în octombrie 2009 și adunată în de volume tankōbon. Este licențiat în Statele Unite de Del Rey Manga. 
Acțiunea anime-ului planează asupra doi artiști dedicați muzicii clasice, Megumi „Nodame” Noda și Shinichi Chiaki, ca studenți la universitate și relația lor de după absolvire. A primit în 2004 Premiul Kodansha Manga pentru cel mai bun shōjo manga.

## Povestea
Shinichi Chiaki un arogant, multilingvist perfecționist, este studentul de top de la Colegiul de Muzică Momogaoka și are ambiții secrete pentru a deveni un dirijor. Născut într-o familie de muzicieni, el este talentat la pian și vioară și o dată a trăit în străinătate, ca un copil, în capitalele muzicale ale lumii, dar este prins în Japonia, din cauza fobiei sale legate de zbor și ocean pe care o avea din copilărie. În schimb, Noda Megumi sau "Nodame", este un student la pian la Momogaoka, cunoscut pentru multitudine și comportament excentric. În ciuda faptului că e talentată, Nodame preferă să cânte după ureche decât după notele muzicale, astfel ea este considerată ca fiind neglijentă și jucăușă. Când se întâlnesc din întâmplare, Nodame se încadrează rapid în dragoste, dar este nevoie de mai mult ca Chiaki să aprecieze calitățile neobișnuite ale lui Nodame. Relația lor, treptat începe să se dezvolte. De-a lungul drumului ei se întâlnesc cu oameni nebuni (cum ar fi Masumi și Streseman) și își fac prieteni pe durată. Datorită lui Nodame, Chiaki are ocazia de a conduce orchestra școlii și începe să aibă o apreciere mai largă la abilitățile muzicale ale oamenilor. Datorită lui Chiaki, Nodame se confruntă cu temerile sale și intră într-un concurs de pian. După absolvire, Nodame reușește să-i vindece lui Chiaki teama de zbor și amândoi se mută la Paris, unde Nodame continuă studiile de pian la Conservatorul din Paris în timp ce Chiaki începe o carieră profesinală în calitate de dirijor. În Europa, ei se confruntă cu prieteni și rivali noi, precum și au păstrat legătura cu prietenii lor din Japonia.

## Personaje
- Megumi Noda

De asemenea cunoscută sub numele Nodame care este un cuvânt telescopat al numelui ei de familie și primul prenume moră. Noda la începutul serii este un spirit liber de douăzeci de ani și elev în al doilea an la muzică. Ea este descrisă ca un prost complet: gătitul și abilitățile de curățare sunt atroce până la punctul în care îi cresc ciuperci pe haine și oricine care îndrăznește să mănânce mâncarea ei are intoxicație (cu toate că nu a fost otrăvită). Cu toate acestea, ea este un pianist talentat, care în primul rând cântă după ureche într-un stil cantabile. În relație cu Chiaki, ea îl urmează în mod constant peste tot pretinzând că e "soția" lui și se sprijină pe el ca să o ajute prin multe situații lipicioase.  Ea uneori din obsesie, trebuie să cânte la pian, neglijând totul în a face acesr lucru. Precum și faptul că ea pare să se bucure de manga și filme copilărești. Ei îi este în mod constant foame, și este hrănită cu mâncarea lui Chiaki, ea de asemenea fură mai multe prânzuri de la colegul ei Maki. Nodame are o tendință de a vorbi criptic (uneori nici măcar ea nu înțelege), se referă la ea la persoana a treia și folosește cuvinte fără sens ca mukya și gyabo. Nodame este inițial foarte dependentă de Chiaki în termeni de ambiție - ea are intenția mică de a deveni un pianist profesionist, dar în ciuda talentului ei remarcabil ea vrea să fie o educatoare, deși mulți simt că ea este prea nechibzuită și nu are sensibitatea necesară pentru a răspunde la predarea copiilor. Stilul ei la pian este considerat a fi complet aleatoriu, deturnând la intenția inițială la ambele ritmuri și chiar teme dinamice. Dându-și seama că atitudinea ei față de muzica actuală o va lăsa fără Chiaki, Nodame dezvoltă treptat unitatea necesară pentru a urmări muzica de dragul ei. Atitudinea ei față de muzică este în mare parte din cauza unui incident din trecut, când ea fost rănită de către un profesor care i-a cerut să redea muzica "așa cum e scrisă". În ciuda acestui fapt, mai multe persoane au comentat cu privire la modul captivant în care ea este în măsura de a atrage note bogate și expresive la pian. În cele din urmă ea se duce cu Chiaki în Franța, pentru a continua studiile la muzică. Datorită atitudinii sale lipsite de griji față de muzica anterioară, ea se luptă să țină pasul cu restul clasei în termeni tehnici și cunoștințe aprofundate, dar reușește să depășească studiile prevăzute în fața ei și începe să aprecieze "adevărata" muzică. În timpul șederii lor la Paris, Chiaki și Nodame au devenit un cuplu, o dată cu Chiaki declarând că "a obosit să lupte cu ea".
Exprimată de: Ayako Kawasumi (japoneză), Davis Kate (engleză), Juri Ueno (live-action).
Shinichi Chiaki
Chiaki este un student de douăzeci și unu de ani în al treilea an la pian la Academia de Muzică Momogaoka la începutul serii. El este un pianist și violonist realizat, dar este de asemenea cunoscut ca fiind un perfecționist când vine vorba de muzica extrem de critică. La universitate el a fost popular în rândul studenților de sex feminin, datorită faptului că arată bine și pentru capacitatea sa muzicală. El vine dintr-o familie bine distinsă, și este un bucătar excelent (deși în ceea mai mare parte gătește alimente în stil occidental, petru că eventual a petrecut o mare parte din copilărie în Europa). El pare să creadă că cei mai mulți oameni "săraci" (cu ar fi Sakura Saku) sunt ca "fetița cu chibrituri". În timp ce el visează să studieze în străinătate ca să devină un dirijor faimos ca mentorul său Sebastiano Viera, el trebuie să-și înfrunte teama de zbor pentru a face acest lucru (în cele din urmă a reușit cu ajutorul hipnozei lui Nodame). Temerile sale provin de la un incident traumatic din trecut, atunci când el a supraviețuit unui accident de aterizare a avionului, altul pentru că el a fost aproape înecat. Familia lui o dată a încercat să-l drogheze și să-l ducă la bordul avionului, dar acel avion a trebuit să se întoarcă din cauza dificultăților. El este consternat să descopere că fata asta ciudată dar talentată, Nodame locuiește chiar alături de el în aceelași apartament. Cu toate acestea el dezvoltă un fel de compasiune pentru Nodame, când îi descoperă potențialul ascuns de a fi un mare pianist, iar apoi începe să transcede perfecționismul ei și începe să se bucure de muzica altora.